# Fémdarazsak
A fémdarazsak (Chrysididae) a rovarok (Insecta) osztályába és a hártyásszárnyúak (Hymenoptera) rendjébe tartozó család.
Nevüket ragyogó fémfényükről kapták, színük kék, ibolya, zöld vagy piros színű.

## Rendszerezés
A családba az alábbi 4 alcsalád tartozik:
- Amiseginae
- Chrysidinae
- Cleptinae
- Loboscelidiinae